# Wachtendonk
Wachtendonk település Németországban, azon belül Észak-Rajna-Vesztfália tartományban. Lakosainak száma 8292 fő (2023. december 31.).

## Népesség
A település népességének változása:
| Lakosok száma | 5758 | 8197 | 8118 | 8192 | 8225 | 8292 |
|               | 1975 | 2017 | 2019 | 2021 | 2022 | 2023 |